# Floyd Standifer
Floyd Standifer (* 3. Januar 1929 in Wilmington (North Carolina); † 22. Januar 2007 in Seattle) war ein US-amerikanischer Jazzmusiker (Trompete, Saxophon Gesang), Musikpädagoge und Komponist. 

## Leben und Wirken
Standifer zog 1936 mit seinen Eltern auf eine Farm bei Gresham (Oregon); sein Vater war Prediger der African Methodist Episcopal Zion Church, seine Mutter Lehrerin. Bereits 1937 spielte er Schlagzeug in einer Band in Portland (Oregon) und lernte autodidaktisch Saxophon und Trompete. Als Tubist spielte er in einer Highschoolband. Ab 1946 studierte er an der University of Washington Physik, beschäftigte sich jedoch weiter mit Jazz, als er zu einem Kreis von Musikern um Quincy Jones, Ray Charles, Ernestine Anderson und Buddy Catlett stieß und in der schwarzen Musikszene der Nachtclubs von Seattle um die Jackson Street und später in der East Madison auftrat. 1959 wurde Standifer Mitglied der Quincy Jones Big Band, die für neun Monate durch Europa tourte; Mitschnitte der Tour erschienen auf den Alben 
Free and Easy und Q Live in Paris ca 1960. 
Nach der Rückkehr in die USA lebte er für kurze Zeit in New York, kehrte dann aber nach Seattle zurück. 1962 spielte er auf der dort stattfindenden Weltausstellung, für die er die Jazz-Liturgie Postlude komponierte. In diese Zeit fällt seine Zusammenarbeit mit Joe Venuti und dem Akkordeonisten Frank Sugia sowie die Einspielung zweier Alben unter eigenem Namen, How Do You Keep the Music Playing und Scotch and Soda. Später unterrichtete er am Cornish College of the Arts, der University of Washington, am Olympic College in Bremerton und an der Northwest School. Daneben konzertierte er regelmäßig im Pampas Club und trat mit dem Seattle Repertory Jazz Orchestra auf. 2004 wirkte er bei einem Album von Bob Hammer mit. Die Stadt Seattle ehrte den Musiker jeweils 1996 und 2000 mit einem Floyd Standifer Day.